# Lex Krupp
La Lex Krupp (Loi Krupp, intitulée Décret du Führer sur l'entreprise familiale de la société Fried. Krupp) est un ordre du Führer pris par Adolf Hitler le 12 novembre 1943 (Reichsgesetzblatt EST 655), qui a transformé la société anonyme Friedrich Krupp AG en une société de personnes avec un successeur spécialement désigné.

## Histoire
L'origine de cette mesure remonte aux liens étroits que la famille Krupp entretient avec Hitler ; Gustav Krupp a rencontré Hitler dix fois entre 1934 et 1940. Avec la Lex Krupp, Bertha Krupp peut transférer l'ensemble des actifs du groupe à son seul fils Alfried, excluant ses frères et sœurs qui avaient droit à une part.
À compter du 15 décembre 1943, la société par actions, qui existe depuis 1906, devient une société de personnes lors de la dernière réunion du conseil de surveillance. L'unique propriétaire, Bertha Krupp von Bohlen und Halbach, nomme immédiatement son fils aîné Alfried comme son successeur et lui cède toutes les actions de la société.
Le 29 décembre 1943, Alfried, fils de Bertha Krupp et Gustav von Bohlen und Halbach, est autorisé par Adolf Hitler à ajouter Krupp devant son nom von Bohlen und Halbach. Les autres descendants de Gustav Krupp von Bohlen und Halbach ne sont pas autorisés à utiliser le nom.